# Pantelimon
Pantelimon je město v Rumunsku v župě Ilfov. Leží u břehu řeky Colentiny a stejnojmenné přehradní nádrže Lacul Pantelimon, nachází se asi 11 km severovýchodně od centra Bukurešti a je jedním z jejích předměstí. Město navazuje na stejnojmennou čtvrť Bukurešti. V roce 2011 žilo ve městě 25 596 obyvatel, tudíž Pantelimon je druhým největším městem župy Ilfov. Počet obyvatel města prudce stoupá.
Název města pochází ze jména svatého Pantaleona. Prochází tudy silnice DN3.